# Шуайбу, Абдуллахи
Абдуллахи Шуайбу (англ. Abdullahi Shuaibu; род. 22 января 2002, Tamburawa, Кано) — нигерийский футболист, нападающий ФК «Шамахы».

## Карьера

### «Кяпаз»
В июле 2022 года перешёл из молдавской «Суклеи» в азербайджанский клуб «Кяпаз». Дебютировал за клуб 5 августа 2022 года в матче против «Зиря», выйдя на замену на последних минутах основного времени. 
В следующем матче 14 августа 2022 года против клуба «Нефтчи» забил дебютный гол и отдал результативную передачу. Быстро смог закрепиться в основном составе. 29 октября 2022 года против «Сабаила» отличился дублем. Очередным дублем за клуб отличился 14 декабря 2022 года в матче против «Сабах». По итогам сезона 2022/2023 с 12 голами во всех турнирах стал лучшим бомбардиром клуба.
Сезон 2023/2024 начал 6 августа 2023 года против бакинского «Нефтчи», выйдя в стартовом составе. Первым в сезоне забитым голом отличился 24 сентября 2023 года в матче против «Сабах». Начинал сезон как один из ключевых игроков стартового состава, однако затем в октябре 2023 года выбыл из распоряжения клуба до конца первой половины чемпионата, отличившись за этот период лишь единственным забитым голом. В декабре 2023 года покинул клуб, расторгнув контракт по соглашению сторон.

### «Габала»
С лета 2024 года выступал за клуб «Габала». В сезоне 2024/25 в первом дивизионе на декабрь 2024 года занимал 5 место в списке бомбардиров с 4 голами.
Всего за клуб в 29 матчах забил 8 голов.
6 августа 2025 года контракт был расторгнут по согласию сторон.

### «Шамахы»
6 августа 2025 года подписал контракт с ФК «Шамахы».